# 北九東部農業協同組合
北九東部農業協同組合（きたきゅうとうぶのうぎょうきょうどうくみあい、通称：JA北九東部）は、かつて福岡県北九州市のうち東部の小倉南区・北区と門司区をエリアとして事業展開していた農業協同組合。

## 概要
1970年代、北九州市が発足10年を迎えたのを契機に、旧5市の中でばらばらになっていた農協の再編が本格的に始まり、西中、東谷、門司など旧企救郡地域の主要農協が合併し、北九州市東部農協として発足。その後北九東部農協に改称した。1990年代にはこの合流に加わっていなかった北九州曽根農協を吸収し、東部地域の農協統一を果たした。この際、市西部をエリアとしていた旧北九州市農業協同組合（略称：JA北九州）との全市統一合併も検討されたが断念。
しかしその後、売り上げの減少・組合員の高齢化が近隣の組合とともに問題となったことから、再度合併議論が浮上。両組合に、遠賀郡と中間市をエリアとする遠賀農業協同組合（JAおんが）を加えた3組合が、2009年6月1日、北九州市の北橋健治市長らが立ち会う中、合併することを定めた覚書（予備契約書）に調印。同年10月1日付で『北九州農業協同組合』（略称：JA北九）となった。略称を“JA北九”としたのは、本所が合併後の本部機能を受け持った旧北九州市農協の略称“JA北九州”を使うと他2組合との軋轢の元になること、合併で福岡県内最大のJAとなるものの、将来全国的に進むJAの統合・大型化再編の流れを受け、京築地区などとのJA再編も視野に入れ、受け入れやすい名称にする必要があったこと、また各拠点の看板の架け替えに有利であること（従来の略称からそれぞれ「州」「東部」を塗りつぶすだけで済む）などがあったものとみられる。
一般のJA同様に、JAバンクなどの信用事業、JA共済などの共済事業、資産管理事業、都市農業・経済事業、冠婚葬祭事業の5事業を手がけていたが、もともと農村部を多くエリアに抱えているため、近年は「大地の恵み」のブランドで農産物の直売事業を積極的に展開。また、「合馬たけのこ」と「小倉牛」という2大全国ブランドの販売に力を入れており、「合馬たけのこ」は地域団体商標登録を行っていた。これについても合併により新生JA北九が権利を引き継いだ。

## 区域
- 福岡県北九州市小倉南区
- 同市小倉北区
- 同市門司区

## 特徴的なブランド・事業
- 大地の恵み（農産物直売）
- 合馬たけのこ
- 小倉牛
- 大葉春菊（JAを通さない販売ルートもある）
- 畑の匠（購買店舗）
組合員（農家）を対象に農業用品を売るいわば「プロショップ」。「大地の恵み」を展開するにあたり、従来購買店舗で売っていた農薬などが、法律により厳重な管理が必要なものであるため別店舗で売る必要に迫られたことから開店した。